# ドゥルセ・ベレンゲル・デ・バルセロナ

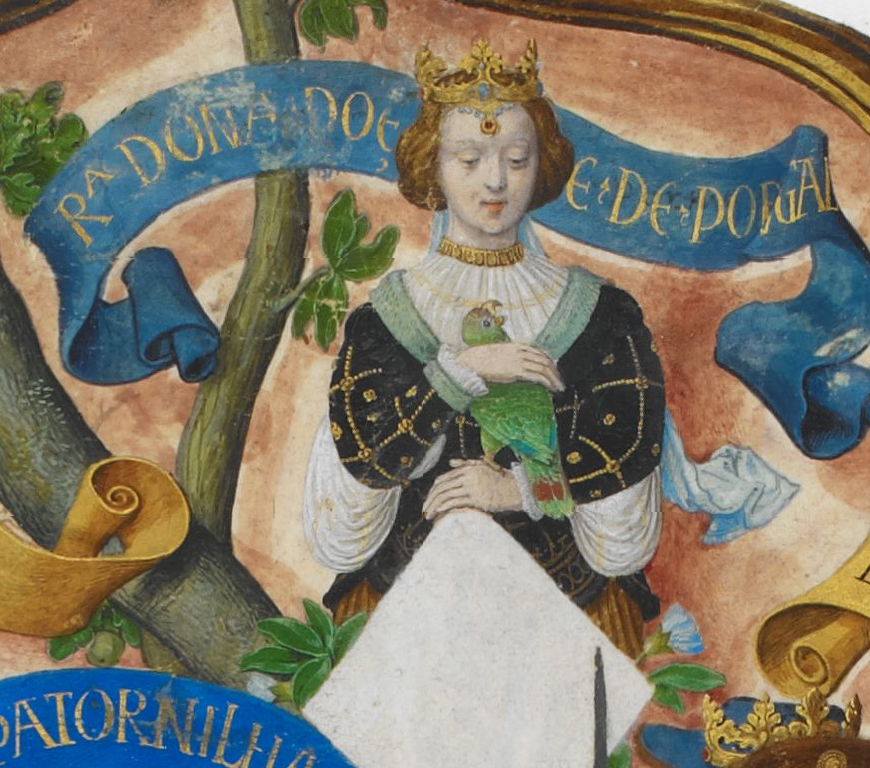
ドゥルセ・ベレンゲル・デ・バルセロナ

ドゥルセ・ベレンゲル・デ・バルセロナ（Dulce Berenguer de Barcelona, 1152年 - 1198年9月1日）は、ポルトガル王サンシュ1世の妃。

## 生涯
ドゥルセはバルセロナ伯ラモン・バランゲー4世とアラゴン女王ペトロニーラの長女である。
ポルトガル＝アラゴン同盟関係の強化のための政略として、9歳の時にポルトガル王アフォンソ1世の息子サンシュと婚約し、1174年に結婚した。ポルトガルに到着する前までのドゥルセについてや、結婚に際しドゥルセが受け取った寡婦財産についてはほとんど知られていない。
「美しくすばらしい女性で、物静かで控えめで、名前の通りの性格」といわれ、ドゥルセは「ポルトガルを強化し、カスティーリャとレオンの領土拡張政策を封じ込める」ことを目的とした同盟を結ぶために利用され、妻として、また多くの子供の母親として期待されていた役割を果たした。また、この結婚は夫の妹マファルダと、後のアラゴン王アルフォンソ2世との婚約破棄を補うものでもあった。1185年にアフォンソ1世が死去し、夫がポルトガル王位を継承し、ドゥルセは王妃となった。アフォンソ1世の最初の遺言は1188年に実行され、夫サンシュ1世はドゥルセにアレンケル、ヴォウガ川の河岸の領地、サンタ・マリア・ダ・フェイラおよびポルトからの収入を与えた。
ドゥルセはブランカおよびベレンガリアを産んでからまもなく1198年に死去した。おそらくペストにかかり、その後の出産によって死去したとみられる。ドゥルセはコインブラのサンタ・クルース修道院に埋葬された。

## 子女
2人の間には11子が生まれたが、成長したのは9人である。
- テレサ（1176年 - 1250年）[4][3] - レオン王アルフォンソ9世と結婚、1705年に列福された。
- サンシャ（1180年 - 1229年）[7] - セーラス修道院を創建。1705年に列福された[8]。
- コンスタンス（1182年 - 1202年）
- アフォンソ2世（1186年[9] - 1223年） - ポルトガル王
- ライムンド（1187/8年 - 1188/9年以前） - 早世[9]
- ペドロ（1187年2月23日[9] - 1258年） - ウルジェイ女伯アウレンビアシュと結婚、ウルジェイ伯となる。
- フェルナンド（1188年3月24日[9] - 1233年） - フランドル伯フェラン、フランドル女伯ジャンヌと結婚
- エンリケ（1189年3月以降 - 1189年12月8日） - 早世[9]
- マファルダ（1195/6年[9] - 1256年） - カスティーリャ王エンリケ1世妃
- ブランカ（1198年 - 1240年） - ベレンガリアとおそらく双子[9]。グアダラハラ修道院の修道女、同修道院に埋葬された[10]。
- ベレンガリア（1198年 - 1221年） - ブランカとおそらく双子[9]。デンマーク王ヴァルデマー2世と結婚[11]